# Bass (Tasmanie)
Pour les articles homonymes, voir Bass.

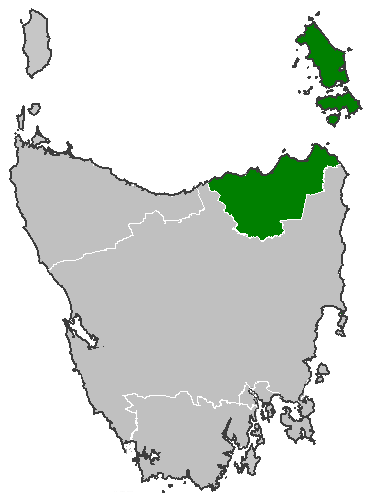
Circonscription de Bass

La circonscription de Bass (en anglais : Division of Bass), est une des cinq circonscriptions électorales de Tasmanie (Australie). Elle comprend les villes de Launceston, Scottsdale, Lilydale, St Helens, George Town et d'autres petites villes. Elle doit son nom à l'explorateur George Bass.

## Députés
Aux élections nationales, la circonscription élit cinq députés d'après le système du scrutin à vote unique transférable. Les cinq députés nationaux sont en 2023 :
- Janie Finlay - Travailliste
- Michelle O'Byrne - Travailliste
- Lara Alexander - Indépendant
- Michael Ferguson - Libéral
- Simon Wood - Libéral

Aux élections fédérales, la circonscription élit un député :
- Bridget Archer - Travailliste